# 白雀园肃反
白雀园肃反，为发生于1931年，中国工农红军鄂豫皖苏区在河南省光山县白雀园发生的一起大规模肃反行动，由张国焘、陳昌浩发动。張國燾於《我的回憶》第十六篇第六章〈整肅〉一文所述：“後來據中央分局的統計，這次的肅反案，被捕者約六百人，軍人佔三分之一；實際被整肅的有許繼盛（慎）等百餘人，其中判死刑者約三十人，判處各種刑期的徒刑者約百人”。

## 背景
在国民政府分共後，部分中共领导及红军在鄂豫皖苏区陆续发展壮大，其中主要部队由许继慎、曾中生、徐向前等人率领壮大。1931年后，位于上海的中共中央陆续派旷继勋、张国焘、陈昌浩等人担任政治领导工作，新上任的领导大力推行王明路线，主张全力进攻，而与原部队将领发生矛盾。1931年7月，张国焘主张鄂豫皖苏区部队进攻安庆，威胁当时国民政府首都南京。然而，当时红四军攻下英山后，徐向前、曾中生将东进战略改为南下。这引起了张国焘的不满，撤消了曾中生政治委员的职务，由陈昌浩接任。

## 发展
此时，国民政府派遣许继慎在黄埔军校第一期同学曾扩情送信与许，希望离间他。张国焘因此发了红四军火速从洗马畈战场退出电令，命部队撤到皖西麻埠进行整顿，随即捉捕许继慎、周维炯等。同年9月，红四军全部移驻光山县的白雀园，曾中生因撤职被隔离出政治事务，而军长徐向前则与陈昌浩持续争执，亦被禁止干预政治事项。然而此时，大规模的捕杀行动开始。
9月13日起，除了已在麻埠、斑竹园和余子店逮捕的李荣桂、潘皈佛、许继慎、周维炯、高建斗等五六十人，红四军政治部党委书记胡明政、组织部长渌禹原、第12师政委庞永俊、副师长肖方、10师副师长程绍山、师政治部主任关叔衣、28团政治委员罗炳刚、29团团长查子清、团政委李侯石、32团政委江子英、33团团长黄刚、团政委袁皋甫、34团政委吴荆赤、36团政委王天明、38团政委任难等上百人被逮捕。另外，在地方红军系统的高级干部中，鄂豫皖军委副主席郑行瑞、政治部主任王培吾、秘书长程翰香、前任皖西军分会主席姜镜堂、红军独立旅旅长廖业祺等人亦被逮捕。之后大规模的错杀开始，其中包括许继慎在内的军级干部17人、师级干部35人、团级干部44人遇难。

## 后续
白雀园肃反是红四军（及之后的红四方面军）的最大规模的肃反行动，然而此后陆续有数次小型的肃反运动。其中被撤职的曾中生在红一、红四方面军会合后，曾试图写信向中共中央举报张国焘，后被张国焘截获并勒死。旷继勋亦在1933年因肃反被杀。红四方面军军长徐向前的妻子程训宣亦在白雀园肃反中被秘密处死，而徐向前直到延安时才得悉此事。
1937年4月，国民党大员冷欣在苏北对陈毅说道：“我们在鄂豫皖略施小计，你们便杀了许继慎，当时，我们还不相信呢。”
1945年，中国共产党第七次全国代表大会为许继慎等人平反，恢复名誉。许继慎并于1989年被追认为中国人民解放军军事家。